# Battesimo di Cristo (Piero della Francesca)
Il Battesimo del Cristo è un dipinto a tempera su tavola (167x116 cm) di Piero della Francesca di datazione incerta (1440-1450), conservato alla National Gallery di Londra.

## Storia
La tavola venne commissionata dall'abbazia camaldolese di San Giovanni in Val d’Afra a Sansepolcro, città natale e residenza del pittore, come tavola centrale per un polittico terminato negli scomparti centrali e nella predella da Matteo di Giovanni verso il 1465, che probabilmente decorava l'altare maggiore. Forse nella committenza ebbe un ruolo Ambrogio Traversari, priore dell'abbazia nonché celebre teologo ed umanista, che grande importanza aveva avuto nel Concilio di Firenze del 1439, morendo in quello stesso anno. Gli altri scomparti del polittico sono oggi conservati nel Museo Civico di Sansepolcro.
Il Battesimo di Cristo è una delle prime opere conosciute dell'artista. Inizialmente commissionato al maestro di Piero, Antonio d’Anghiari, questi passò l’incarico al suo promettente allievo.  Da un documento del 1437 sappiamo che Piero della Francesca è già in rapporto con il committente del polittico. Gli stessi riferimenti al concilio di Ferrara-Firenze, quali il corteo di dignitari bizantini sullo sfondo, la collocano a un periodo immediatamente successivo al 1439. Anche la colorazione, a tenui toni pastello, fa pensare a un'influenza ancora forte di Domenico Veneziano (si confronti la Pala di Santa Lucia dei Magnoli, del 1445 circa), del quale Piero fu collaboratore a partire dalla seconda metà degli anni trenta.
Il dipinto venne riscoperto nella sagrestia del Duomo di Sansepolcro verso il 1858 dall'inviato della Regina Vittoria sir Charles Lock Eastlake, a caccia di opere per i nascenti musei inglesi, ma non venne preso in considerazione perché "quasi completamente devastato dal sole e dell'umidità". Pochi mesi dopo venne invece acquistato da un altro inglese, il più giovane sir John Charles Robinson, per l'industriale delle ferrovie Matteo Uzielli, a quattrocento sterline, non essendo riuscito ad ottenere una somma pari dai curatori del nascente Victoria and Albert Museum. Alla morte di Uzielli (1861) Eastlake, forse preso dal rimpianto di essersi fatto sfuggire il capolavoro, acquistò l'opera inizialmente per sé stesso, salvo poi ripensarci e venderla alla National Gallery, quello stesso anno. L'anno dopo avrebbe comperato anche il San Michele Arcangelo sempre di Piero, che pure sarebbe stato poi acquistato dal museo londinese.
Una volta arrivata nel museo pubblico l'opera, studiatissima e molto ammirata, riaccese l'interesse internazionale per Piero della Francesca.

## Descrizione

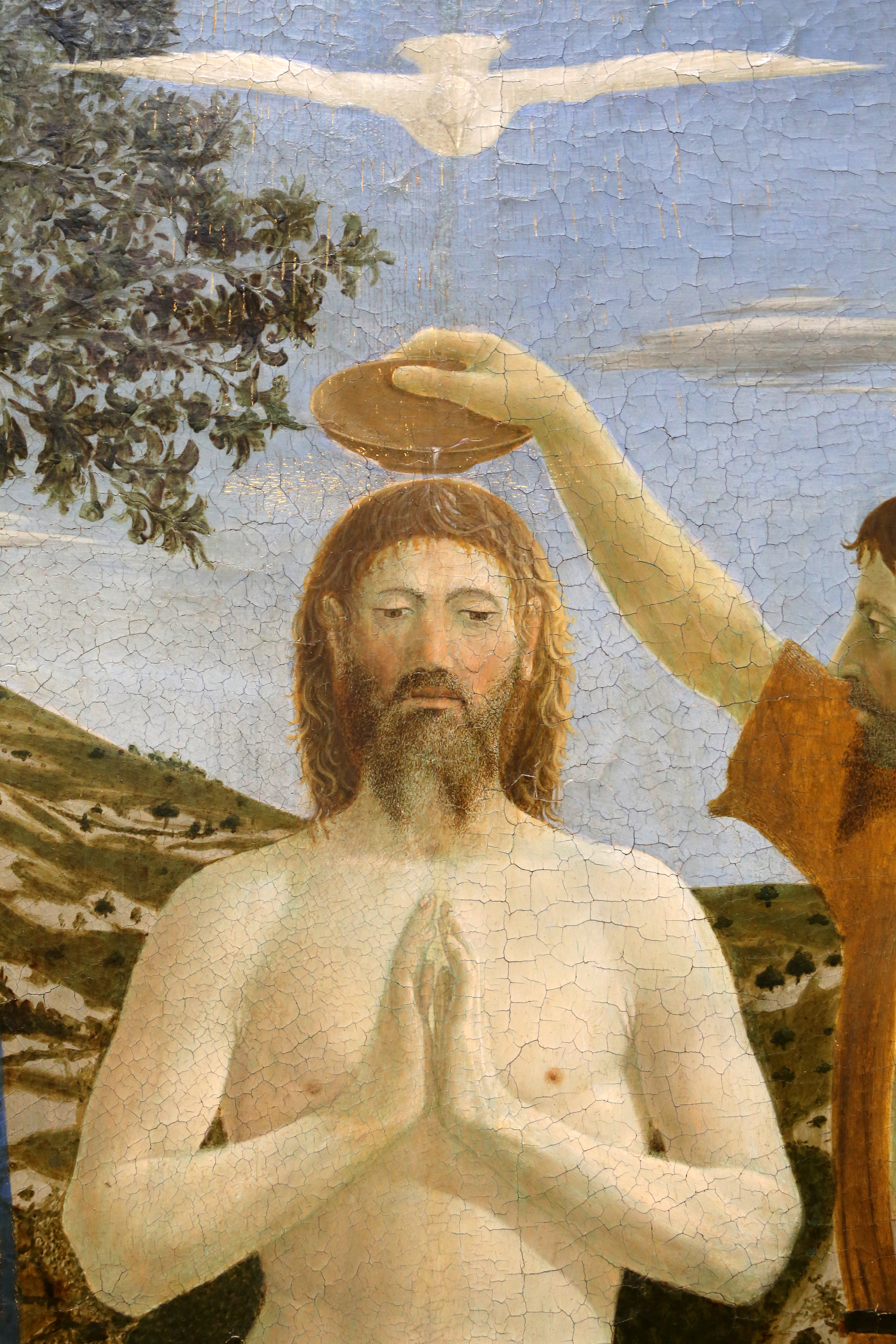
Il Cristo

La composizione è caratterizzata da uno schema apparentemente naturale, ma in realtà è dominata da precise regole matematiche, dà un senso di calma e serenità, in cui l'azione è sospesa nel momento in cui l'acqua sta per discendere sul capo di Cristo.
Gesù, in posizione frontale, immobile sta ricevendo il battesimo da san Giovanni Battista nel Tevere anche se sarebbe dovuto essere il Giordano ma, in questo caso, la scena è situata nei pressi di Sansepolcro. Lo si capisce dal piccolo dettaglio del borgo retrostante al fianco di Cristo. Dal cielo è comparsa, in conformità col racconto evangelico (Matteo 3,16), la colomba dello Spirito Santo. Sottili striature d'oro rappresentano la luce divina che discende con la colomba. A sinistra, accanto a un grosso albero dal fogliame fitto, assistono alla scena tre angeli. A destra, più in lontananza, un altro uomo in mutande, si sta spogliando, mentre sullo sfondo passa un gruppo di sacerdoti greci, uno dei quali indica, stupefatto, il cielo: si tratta, probabilmente, di un espediente per alludere al passo evangelico, in cui si parla del "cielo spalancato" dal quale discese la colomba, un prodigio altrimenti difficile da rappresentare. Il gesto, incorniciato dalla schiena arcuata del discepolo che si spoglia e dal fianco del Battista, è posto in rilievo dalla ricorrenza di linee forza, identificabili sia col braccio del Battista, che appare come un prolungamento del gesto del sacerdote, sia con la sua stessa gamba che, piegandosi, si dispone parallelamente a quel gesto.
I dignitari greci e l'uomo che si spoglia sono stati messi in relazione con una possibile interpretazione storica del dipinto, legato alle trattative di avvicinamento tra le Chiese ortodossa e latina. In particolare il Battesimo, secondo Marinescu (ripreso recentemente da Silvia Ronchey), deriverebbe dai perduti affreschi di Pisanello nella basilica di san Giovanni in Laterano, che celebravano, forse, l'alleanza tra Martino V e Manuele II Paleologo. Dell'uomo che si spoglia, assente in opere precedenti di ambito toscano, resterebbe traccia sia nei disegni di Pisanello al Louvre, che in alcuni schizzi della bottega di Baldassarre Peruzzi (Biblioteca Comunale di Siena) ripresi proprio dai perduti affreschi.
Lo sfondo è composto da un paesaggio collinare, con un piccolo borgo fortificato alle pendici: si tratta verosimilmente di Borgo San Sepolcro, figurata come nuova Gerusalemme. L'albero è un noce, probabile richiamo alla leggenda di fondazione della città, quando i due santi pellegrini Egidio e Arcano ebbero una visione in quella che allora era chiamata "valle di Nocea", dove fondarono la prima chiesa. La citazione inoltre esprime il profondo inserimento di Piero della Francesca nel tessuto culturale cittadino, che proprio attorno ai decenni centrali del XV secolo recupera l'identità civica attorno all'idea di nuova Gerusalemme.

## Stile

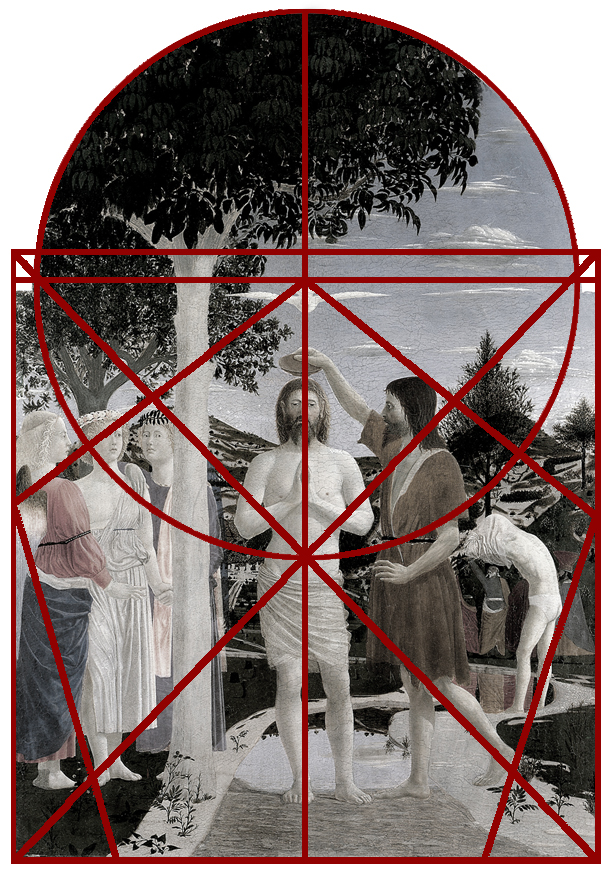
Schema del Battesimo

Il dipinto è composto secondo una rigorosa costruzione geometrica tramite l'uso di corpi platonici, dei quali l'artista trattò nel De corporibus regularibus: un quadrato sormontato da un semicerchio; se dal lato superiore del quadrato si costruisce un triangolo equilatero, il vertice inferiore coincide con il piede di Cristo, mentre nell'incontro delle diagonali del quadrato si trova il suo ombelico. Al centro del triangolo si trovano le mani giunte di Cristo e sull'asse del dipinto si allineano, con esattezza geometrica la colomba, la mano con la coppa di Giovanni Battista e il corpo di Gesù stesso. La colomba si trova sul centro del semicerchio e le sue ali sono disposte lungo il diametro. L'asse mediano, che allude alla rivelazione di Gesù come Figlio di Dio, genera una partizione calibrata, ma non simmetrica in quanto l'albero a sinistra, che divide la tavola in rapporto aureo, ha maggior valore di cesura che non il gruppo centrale. Se nel quadrato si inscrive un pentagono, esso racchiude gran parte delle figure della composizione, con parallelismi tra i suoi lati ed altre linee di forza.
La "trasfigurazione" di Cristo come uomo e Dio è uno dei temi centrali del dipinto, come sottolinea l'isolamento sull'asse di Cristo, in posizione frontale, e della colomba, con gli altri personaggi disposti simmetricamente ai lati. Un indizio è la mano sinistra di Giovanni Battista, che non va oltre la sua veste, come bloccata da un impalpabile confine immaginario.
La composizione manifesta l'idea di appartenenza dei soggetti al tutto: la colomba dello Spirito Santo è accostabile alle nuvole sullo sfondo, Gesù è assimilabile al bianco tronco d'albero che ha accanto a sé. Entrambi sono infatti dello stesso colore, definito successivamente "polpa di marmo", che dà alla carne del Cristo un senso di freddezza e solidità. La sua figura ha inoltre un modellato anatomico saldo e naturalistico, derivato dall'esempio di Masaccio.
La rappresentazione del Battesimo abroga alcune leggi naturali: ad esempio il fiume Giordano si interrompe ai piedi di Cristo. Ciò è probabilmente dovuto alla credenza che Cristo, in quanto essere unico e inimitabile, non potesse essere sdoppiato, nemmeno dal riflesso dell'acqua. I riflessi quasi impercettibili sui malleoli delle figure centrali testimoniano comunque che essi si trovano nell'acqua. Molto originale per la pittura italiana dell'epoca è anche la disposizione del fiume, che sfocia in primo piano, perpendicolare allo sfondo e rivolto allo spettatore.

### Gli angeli

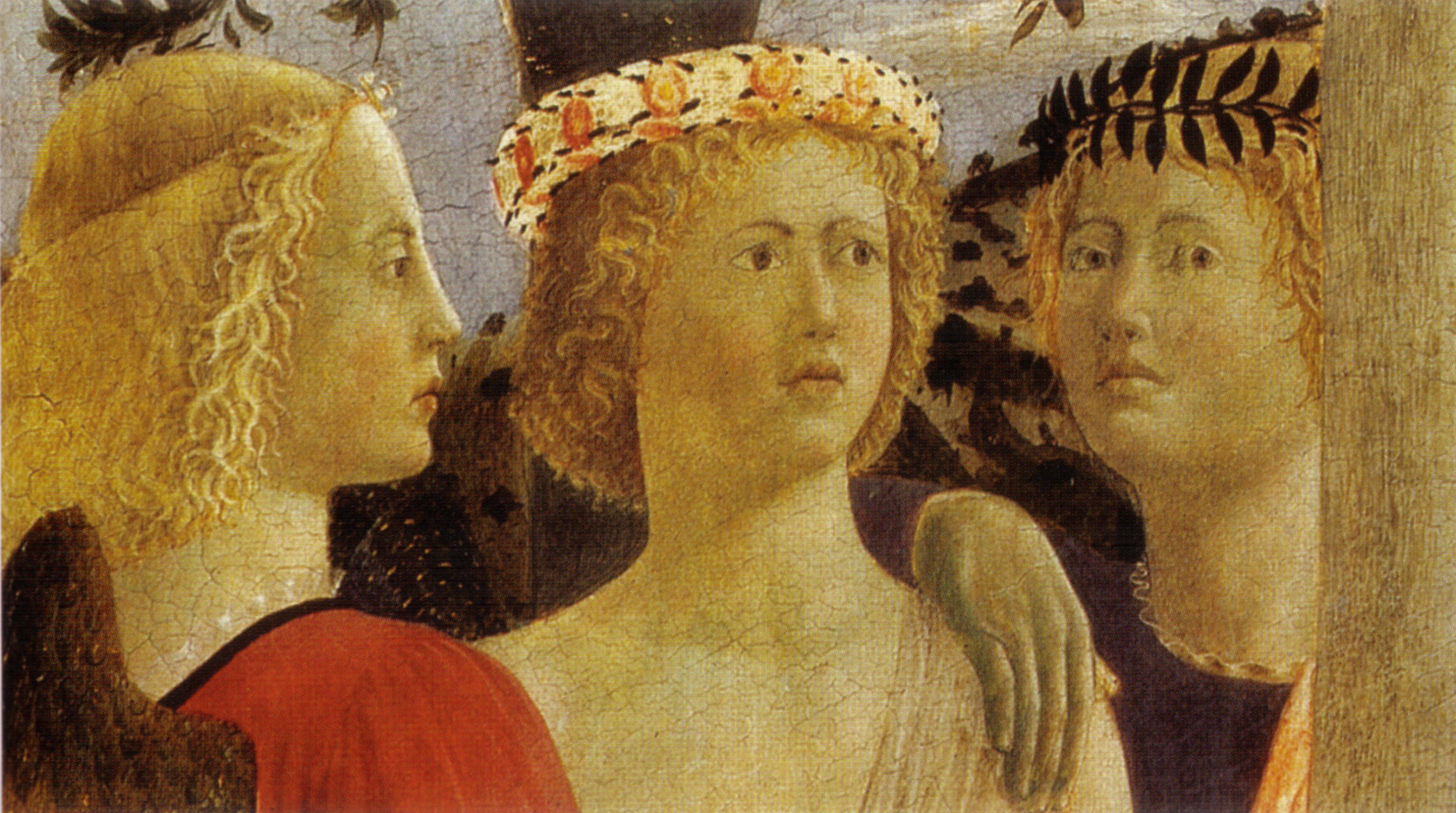
Gli angeli

I tre angeli, in abiti di differenti colori, derogando dalla tradizione iconografica, non reggono le vesti di Cristo, simbolo di vita nuova dopo i quaranta giorni trascorsi nel deserto, a meno che si vogliano identificare tali vesti col drappo rosa che ricade dalla spalla dell'angelo di destra. Tenendosi per mano in segno di concordia, essi alluderebbero, a giudizio di molti critici, al recente Concilio di Firenze e al tentativo di riunificazione della chiesa d'Occidente con quella d'Oriente. Tale ipotesi sembrerebbe suffragata dalla presenza, dietro il giovane che si accinge a denudarsi per il battesimo, di personaggi vestiti alla maniera orientale.
L'angelo di destra, che guarda fuori dal dipinto in direzione dello spettatore, è la figura chiamata "festaiuolo". Ad essa, analogamente al narratore che, nel teatro rinascimentale, presentava e commentava le rappresentazioni, spettava il compito di richiamare l'attenzione dell'osservatore e dirigerla, tramite il gioco di sguardi degli altri due angeli, al Cristo che viene battezzato.

### Luce e colore
Già in quest'opera sono evidenti i debiti con la scuola pittorica fiorentina, in particolare la solidità plastica di Masaccio e il colore luminoso dei "pittori di luce" quali Beato Angelico e Domenico Veneziano, sebbene il tutto sia reinterpretato in maniera personalissima.
La luce zenitale annulla le ombre rendendo omogenea tutta la composizione. Le vesti dei dignitari e degli angeli sono delicatamente accordate, con un alternarsi ritmico tra colori caldi e colori tenuemente freddi, come si ritrova anche negli affreschi della Leggenda della Vera Croce.
La qualità che traspare dai materiali, attraverso drappi nell'abito dell'angelo centrale e la trasparenza nel panno di Cristo, sono accenni dell'interesse di Piero nei confronti della pittura fiamminga dimostratasi meglio ad esempio nel dittico dei Duchi di Urbino.

### Lo sfondo
Il paesaggio fa capolino tra i gruppi delle figure. Vi si vedono una serie di colline in lontananza, descritte nei minimi particolari. Esse non sfumano ancora in lontananza per effetto della foschia (come in opere successive di Piero influenzate dalla pittura fiamminga), ma il cielo è già sfumato con toni più chiari vicino all'orizzonte, un modo di dare profondità e luce al dipinto derivato dalle miniature francesi. Le nuvole tridimensionali, a forma di cilindri distesi e fortemente chiaroscurate, sono uno dei dettagli più tipici della pittura di Piero, che si ritrovano anche in altre opere.
Nello scorcio profondo delle colline l'occhio è guidato da alcuni elementi ricorrenti, come gli alberi, che permettono di stabilire le distanze reciproche. Manca però una visione unitaria, infatti lo spettatore non può cogliere appieno la spazialità (la città ad esempio appare troppo piccola e lontana), potenziando l'attenzione sul tema religioso in primo piano. Ciò dimostra come Piero sapesse ignorare le regole della costruzione spaziale prospettica quando il discorso figurato lo richiedesse.
In generale l'opera, come tipico dell'arte di Piero, è dominata da una visione pacata, governata da leggi matematiche, dove non trova posto il moto né alcun elemento contingente; non di meno viene evitato lo schematismo, grazie all'infinita ricchezza dei dati naturali e della gamma di toni coloristici utilizzati.

### Simbologia
L'albero rigoglioso rappresenta la vita che si rigenera con la venuta del Salvatore. L'albero secco allude al destino di coloro che rifiutano il Battesimo. La colomba è l'emblema dello Spirito Santo. Cristo, posto sull'asse mediano del quadro, incarna il centro del mondo. L'atto di togliersi i vestiti indica la scelta di lasciarsi alle spalle la vita precedente per entrare in una nuova dimensione esistenziale. I tre angeli tra gli alberi sono il simbolo della Trinità.
Ci sono anche altri riferimenti alla Trinità. La tavola, infatti, si compone di una porzione inferiore, rettangolare, e di una superiore, semicircolare. Il lato superiore del rettangolo, passante per le ali spiegate della colomba, è anche la base del triangolo equilatero - antico simbolo trinitario - il cui vertice sta sul piede destro di Cristo (ma anche sull'asse centrale) e il cui centro cade proprio sulle mani giunte di Lui. Alla Trinità alludono anche i colori della veste: il rosso, il blu e il bianco, infatti, erano quelli degli abiti dell'Ordine dei Trinitari istituito da papa Innocenzo III nel 1198. All'unità delle due Chiese, greca e latina, si riferiscono i due angeli di destra e del centro che si tengono per mano e si abbracciano sotto lo sguardo di un terzo angelo che, con il palmo della mano destra rivolto verso il basso, evoca un antico gesto di concordia. Concordia che vuole Dio stesso: infatti, l'angelo è vestito dei tre colori che, nell'iconografia occidentale, simboleggiano l'Eterno.